# Salvaster
Salvaster is een geslacht van uitgestorven zee-egels uit de onderorde Meridosternata. De relatie met andere groepen uit de onderorde is nog onduidelijk; het geslacht is bijvoorbeeld niet in een familie geplaatst.

## Soorten
- Salvaster roberti Saucède, Dudicourt & Courville, 2012 †